# The Hush Sound
The Hush Sound ist eine im Jahr 2004 gegründete Alternative-Pop-Band aus Chicago.
Ihr Stil wird angeblich u. a. von den Beatles, Ben Folds, Elvis Costello beeinflusst und erinnert an vergleichbare Bands, wie z. B. This Is Me Smiling, Something Corporate oder Phantom Planet.

## Diskografie

### Alben
- So Sudden (2005, Decaydance Records)
- Like Vines (2006, Fueled by Ramen)
- Goodbye Blues (2008, Fueled by Ramen)

### Singles
- Crawling Towards the Sun (2005)
- Wine Red (2006)